# Dopasia wegneri
Espèce
Synonymes
- Ophisaurus wegneri Mertens, 1959

Statut de conservation UICN

 DD  : Données insuffisantes
Dopasia wegneri est une espèce de sauriens de la famille des Anguidae.

## Répartition
Cette espèce est endémique de Sumatra en Indonésie.

## Publication originale
- Mertens, 1959 : Eine Panzerschleiche (Ophisaurus) aus Sumatra. Senckenbergiana Biologica, vol. 40, no 1/2, p. 109-111.